# ミシェル・ショーダン
ミシェル・ショーダン（Michel Chaudan）は、フランスのショコラティエ。
現在はメゾンショーダンの創業者。著名な一番弟子にジャン＝シャルル・ロシューがいる。

## 略歴
1986年独立。パリ7区にショコラトリー『ミシェル・ショーダン Michel Chaudan』を構える。チョコレートによる塑像を得意とする。
パヴェ（Pavés）は彼の代表的な作品で、１９９１年に発売された。
彼のスペシャリテのプラリネキャラメルは当時味わえた完璧なボンボンショコラの一つである。

## L’authentique chocolat aux éclats de fèves de cacao
砕いたカカオ豆をのせた本格的なチョコレート菓子。
１９９３年に彼が発明したチョコレート菓子で、いまでは同業者も称賛をもって真似して作っている。世界ではじめて、薄い円盤状のチョコレートの上にカカオ豆を砕いたものを載せている。
この作品は顧客の要望からうまれ、ショーダンは焙煎したコーヒー豆から思いついてすぐにカカオ豆で試してみた。そして、６種類のカカオ豆を焙煎を変えながら試作して生まれた。